# Bob Windle
Bob Windle (n. 7 noiembrie 1944, Sydney, Noul Wales de Sud, Australia) este un înotător ce a reprezentat Australia, medaliat olimpic. A participat la 3 ediții ale Jocurilor Olimpice (1960, 1964, 1968) în care a câștigat două medalii de aur, două medalii de argint și două medalii de bronz.